# أهداف التنمية المستدامة - الهدف الأول
الهدف 1 من أهداف التنمية المستدامة (إس دي جي 1 أو الهدف العالمي 1)، أحد أهداف التنمية المستدامة السبعة عشر التي وضعتها الأمم المتحدة في عام 2015، يدعو إلى «القضاء على الفقر». الصيغة الرسمية هي: «القضاء على الفقر بجميع أشكاله وفي كل مكان». تعهدت الدول الأعضاء بـ «عدم إغفال أحد»: يتمثل الهدف الأساسي في «التزام قوي بعدم ترك أي شخص خلف الركب والوصول إلى من هم أبعد ما يكون عن الركب أولًا».
يهدف الهدف 1 من أهداف التنمية المستدامة إلى القضاء على جميع أشكال الفقر المدقع، بما في ذلك نقص الغذاء ومياه الشرب النظيفة والصرف الصحي. يشمل تحقيق الهدف التعامل مع التهديدات الجديدة التي يسببها تغير المناخ والصراع. لا يركز الهدف 1 من أهداف التنمية المستدامة على الأشخاص الذين يعيشون في فقر فحسب، بل يركز أيضًا على الخدمات التي يعتمد عليها الناس والسياسة الاجتماعية التي إما تعزز الفقر أو تمنعه.
يعيش 10% من سكان العالم في فقر -على الرغم من التقدم المستمر- ويكافحون من أجل تلبية الاحتياجات الأساسية مثل الصحة والتعليم والحصول على المياه والصرف الصحي.
ينتشر الفقر المدقع في البلدان منخفضة الدخل، ولا سيما تلك المتأثرة بالصراعات والاضطرابات السياسية. كان أكثر من نصف سكان العالم- بحلول عام 2015- البالغ عددهم 736 مليون شخص والذين هم في حالة فقر مدقع يعيشون في أفريقيا جنوب الصحراء الكبرى. من المتوقع أن يزداد الفقر المدقع بشكل كبير بحلول عام 2030، إذا ما حصل تحول كبير في السياسة الاجتماعية. بلغ معدل الفقر في الريف 17.2% و5.3% في المناطق الحضرية (في عام 2016)، ونصفهم من الأطفال تقريبًا.
يتضمن الهدف 1 من أهداف التنمية المستدامة 7 غايات تجعل الطريق إلى تحقيق الهدف 1 أكثر تحديدًا. تحدد الأربعة الأولى النتائج المراد تحقيقها، وتحدد الثلاثة الأخيرة الوسائل التي يجب استخدامها في تحقيق الهدف الأول من أهداف التنمية المستدامة. أهداف النتائج هي:
- القضاء على الفقر المدقع.
- تخفيض الفقر بمقدار النصف.
- تنفيذ أنظمة الحماية الاجتماعية.
- الحق المتساوي في الملكية والخدمات الأساسية والتكنولوجيات والموارد الاقتصادية، وغيرها.

وسائل تحقيق الأهداف هي:
- حشد الموارد للقضاء على الفقر.
- بناء قدرة الصمود تجاه الكوارث البيئية والاقتصادية والاجتماعية.
- إنشاء أطر سياسات القضاء على الفقر على جميع المستويات.[8][1]

تُقاس غايات الهدف 1 من أهداف التنمية المستدامة بـ 14 مؤشرًا. يجب استخدام هذه المقاييس لقياس التقدم نحو الغايات. من المؤشرات الرئيسية التي تقيس الفقر، نسبة السكان الذين يعيشون تحت خط الفقر الدولي والوطني. كما أن قياس نسبة السكان المشمولين بأنظمة الحماية الاجتماعية والذين يعيشون في أسر معيشية تتمتع بإمكانية الوصول إلى الخدمات الأساسية، هو أيضًا مؤشر على مستوى الفقر.
أصبح القضاء على الفقر أكثر صعوبة بسبب جائحة كوفيد -19. أدت حالات الإغلاق المحلية والوطنية إلى انهيار النشاط الاقتصادي الذي قلل أو ألغى مصادر الدخل وسرّع من الفقر. عطّل الوباء جمع البيانات. لم يكن لدى صانعي القرار إمكانية الوصول إلى بيانات موثوقة، خاصة في الأشهر الأولى. وجدت دراسة نُشرت في سبتمبر 2020 أن الفقر زاد بنسبة 7% في بضعة أشهر فقط، على الرغم من أنه كان يتناقص باطّراد خلال العشرين سنة الماضية.

## خلفية
كان ما يقدر بنحو 385 مليون طفل بحلول عام 2013، يعيشون على أقل من 1.90 دولار أمريكي في اليوم. هذه الأرقام غير موثوقة بسبب الفجوات الهائلة في البيانات المتعلقة بوضع الأطفال في جميع أنحاء العالم. لا تملك 97% من البلدان كمتوسط بيانات كافية لتحديد حالة الأطفال الفقراء، ووضع توقعات لتحقيق الهدف 1 من أهداف التنمية المستدامة، و63% من البلدان ليس لديها بيانات عن فقر الأطفال على الإطلاق.
تقلص الفقر المدقع إلى أكثر من النصف منذ عام 1990، ومع ذلك، ما زال الناس يعيشون في فقر، إذ يقدر البنك الدولي أن حوالي 40-60 مليون شخص مهددون بالفقر المدقع في عام 2020. تُبرر عتبة الفقر المنخفضة للغاية من خلال تسليط الضوء على حاجة أولئك الأشخاص الذين هم في وضع أقل ملاءمة. قد لا تكون هذه الغاية متوافقة مع معيشة الإنسان واحتياجاته الأساسية، ولكن لهذا السبب أيضًا تكون التغييرات المتعلقة بخطوط الفقر الأعلى مُتتبّعة بشكل شائع.
الفقر أكثر من مجرد نقص الدخل أو الموارد: يعيش الناس في فقر إذا كانوا يفتقرون إلى الخدمات الأساسية مثل الرعاية الصحية والأمن والتعليم. كما أنهم يعانون من الجوع والتمييز الاجتماعي والاستبعاد من عمليات صنع القرار. أحد المقاييس البديلة الممكنة هو مؤشر الفقر متعدد الأبعاد.
تواجه النساء مخاطر محتملة تهدد الحياة كالحمل المبكر والحمل المتكرر. يمكن أن يؤدي ذلك إلى انخفاض مستويات التعليم والدخل. يؤثر الفقر على الفئات العمرية بشكل مختلف، ويختبر الأطفال أكثر الآثار المدمرة، إذ يؤثر على تعليمهم وصحتهم وتغذيتهم وأمنهم، ويؤثر على نموهم العاطفي والروحي. يعيق تحقيق الهدف 1 نقص النمو الاقتصادي في أفقر بلدان العالم، وازدياد نسبة عدم المساواة، وازدياد هشاشة الدولة، وتأثيرات تغير المناخ. تلعب الحكومات المحلية دورًا مهمًا في الأمور المتعلقة بالفقر. تختلف هذه الأدوار في جميع أنحاء العالم وتشمل:
- الإدارة السليمة لتلبية احتياجات فقراء المدن والقدرة على تعزيز المساءلة والشفافية.
- ضمان التعليم الشامل لزيادة فرصة التوظيف.
- العمل على أخلاقيات العمل في الشركات المجتمعية التي تؤثر على المجتمعات الفقيرة والريفية.

كانت وتيرة الحد من الفقر العالمي متأخرة مع وصول جائحة كوفيد -19 في عام 2020، وكان من المتوقع ألّا يتحقق الهدف العالمي المتمثل في إنهاء الفقر بحلول عام 2030. يدفع الوباء بعشرات الملايين من الأشخاص إلى الفقر المدقع، ويقضي على سنوات من التقدم. تشير التقديرات إلى أن معدل الفقر المدقع العالمي سيتراوح بين 8.4% و8.8% في عام 2020، وهو قريب من المعدل في عام 2017، وبالتالي سيعود ما يقدر بنحو 40-60 مليون شخص إلى الفقر المدقع، وهي أول زيادة في الفقر العالمي منذ أكثر من 20 عامًا.

## منظمات
- أوكسفام
- إنهاء الفقر الآن
- كير (هيئة إغاثة)
- منظمة الرؤية العالمية